# GABULI
GABULI（ガブリ）は、クリエィティブチームNo.965からTwitter上で2021年8月に開始された、漫画とMVで相互遺伝するトランスメディアプロジェクト。

## 概要
クリエイティブチームNo.965が原作を、「転生したらスライムだった件」を務めたみっつばーがキャラクター原案を手がける、漫画・MV・小説などを起点とするトランスメディア型の作品およびプロジェクトである。

## あらすじ
舞台は、遺伝子情報と紐付けられた絶対不可分のID認証システム「iD-NA」が導入された西暦20XX年の日本。人々は、出生時にナノマシンを投与され、あらゆる情報を常に送受信する、という社会を生きていた。
二人の少年「リウ」と「タフ」はスラム街に住み、探し屋 <hide-and-seek>という職業を持つ。彼らは、生まれながらにIDを持たず、「NoIDs」と呼ばれ、世界に秩序を乱す雑音とされていた。ある日、IDを紛失したという「ユズ」との出会いをきっかけに、事件に巻き込まれていき、社会の"嘘"を暴く歩みを始めていく。
本作品は、このような時代背景の中で生きる、少年少女たちの活動と葛藤を描く。「持つもの」と「持たざる者」との戦いや、権威に潜む"嘘"を暴くというテーマ性を持っている。

## メディア展開
本作品でのストーリーは主に、「リウ」と「タフ」が登場するメインストーリーの少年漫画『GABULI』、登場人物の過去などを個別に描くボカロMVシリーズ、漫画とは異なるもう一つの物語を描く3分小説『白鴉』の3種類にわけることができる。

### SNS少年漫画　『GABULI』
Twitter上で無料で読むことができる本格少年漫画。
| 話    | タイトル          | 公開日     |
| ----- | ----------------- | ---------- |
| 第1話 | hide-and-SEEK 1/3 | 2021/8/13  |
| 第2話 | hide-and-SEEK 2/3 | 2021/9/18  |
| 第3話 | hide-and-SEEK 3/3 | 2021/10/22 |
| 第4話 | HIDE-and-SEEK     | 2021/11/19 |
| 第5話 | HIDE-and-seek ①   | 2021/12/10 |

### ボカロMVシリーズ
人気ボカロPと歌い手がコラボレーションする形で作られる出張型のキャラクターMV。
| 編    | タイトル               | 公開日     | ボカロP        | 歌い手             |
| ----- | ---------------------- | ---------- | -------------- | ------------------ |
| 第1篇 | アンチシステム's       | 2021/07/15 | jon-YAKITORY   | Ado                |
| 第2篇 | Noisy Sweet Home       | 2021/8/27  | jon-YAKITORY   | Eye                |
| 第3篇 | ハイド&ハイド          | 2021/10/22 | 柊キライ       | 吉乃               |
| 第4篇 | ファブリック・フラワー | 2021/12/15 | 柊マグネタイト | ウォルピスカーター |
| 第5篇 | バーバヤーガ           | 2021/12/26 | 煮ル果実       | sekai              |
| 第6篇 | アルトラエレジー       | 2022/01/21 | Aqu3ra         | めありー           |
| 第7篇 | フェレス               | 2022/03/19 | 栗山夕璃       | いゔどっと         |

### 小説　『白鴉』
リウとタフが登場する少年漫画「GABULI」とは異なる、もう一つの物語。note上で3分小説として連載されている。
| 話     | タイトル                 | 公開日     |
| ------ | ------------------------ | ---------- |
| 第１話 | 灰瞳の少女と血みどろの夢 | 2021/8/13  |
| 第2話  | ミカタハダレ？           | 2021/9/18  |
| 第3話  | あんたは殺されるよ       | 2021/10/22 |
| 第4話  | 幸せな死者               | 2021/11/26 |
| 第5話  | 白と黒                   | 2021/12/17 |

## 登場キャラクター
リウ
スラムに住む、銀・黒の髪色の少年。IDを持たない。
生まれながらに持つ、左腕の模様(パターン)の真相を解明することに躍起になっている。好奇心に従う。タフと共に探し屋(hide and sheek)を職業としている。
タフ
スラムに住む、赤髪の少年。IDを持たない。
「鬼人」として超人的な運動能力を発動することができる。リウと共に探し屋(hide and sheek)を職業としている。
ユズ
本名は「北条悠月」。茶髪の少女。
ある日、IDを紛失したことをきっかけに、リウとタフに出会い、その後事件に巻き込まれていく。